# تسنين (قرية)
تسنين قرية في ناحية الرستن التابعة لمنطقة الرستن في محافظة حمص في سورية.